# نادي ولبة لكرة السلة
نادي ولبة لكرة السلة (بالإسبانية: CB Ciudad de Huelva)‏ كان فريق كرة سلة إسباني للمحترفين تأسس في سنة 1996 يقع في ولبة، أندلوسيا. لعب في الدوري الإسباني لكرة السلة. تم حل النادي في سنة 2008.

## وصلات خارجية
- الموقع الرسمي